# ليمبيك إنترتنمنت
ليمبيك إنترتنمنت (بالإنجليزية: Limbic Entertainment)‏، هي شركة ألمانية لإنتاج وتطوير ألعاب الفيديو، تأسست سنة 2002، ومقرها في مدينة لانغن الألمانية، أشتهرت بإنتاج لعبة فيديو يدعىّ تروبيكو 6.

## الموقع الخارجي
- الموقع الرسمي
 (الإنكليزية)